# Polisportiva Fascista Mario Umberto Borzacchini 1940-1941
Questa voce raccoglie le informazioni riguardanti la Polisportiva Fascista Mario Umberto Borzacchini nelle competizioni ufficiali della stagione 1940-1941.

## Rosa
| N. |                   | Ruolo | Calciatore            |
| -- | ----------------- | ----- | --------------------- |
|    | Italia (bandiera) | C     | Ancillotto Ancillotti |
|    | Italia (bandiera) | C     | Luciano Benassi       |
|    | Italia (bandiera) | A     | G. Berretta           |
|    | Italia (bandiera) | C     | Rosilio Bontadi       |
|    | Italia (bandiera) | D     | Luigi Caldarulo       |
|    | Italia (bandiera) | A     | A. Carnevali          |
|    | Italia (bandiera) | A     | Oreste Cioni          |
|    | Italia (bandiera) | C     | Giovanni Cojaniz      |
|    | Italia (bandiera) | A     | Giorgio Dentuti       |
|    | Italia (bandiera) | C     | G. Domestici          |
|    | Italia (bandiera) | C     | R. Donti              |
|    | Italia (bandiera) | A     | A. Gianfardoni        |
|    | Italia (bandiera) | A     | L. Gianfardoni        |
|    | Italia (bandiera) | D     | Remo Laureti          |
|    | Italia (bandiera) | A     | Eleuterio Locci       |

| N. |                   | Ruolo | Calciatore          |
| -- | ----------------- | ----- | ------------------- |
|    | Italia (bandiera) | A     | Luciano Maran       |
|    | Italia (bandiera) | A     | Uberto Marchi       |
|    | Italia (bandiera) | C     | Francesco Mazzoleni |
|    | Italia (bandiera) | C     | Franco Moretti      |
|    | Italia (bandiera) | A     | Giuseppe Ostromann  |
|    | Italia (bandiera) | P     | Lorenzo Pagani      |
|    | Italia (bandiera) | A     | D. Paolini          |
|    | Italia (bandiera) | C     | S. Paolini          |
|    | Italia (bandiera) | D     | Attilio Pauselli    |
|    | Italia (bandiera) | D     | Ivo Pescini         |
|    | Italia (bandiera) | D     | Tommaso Stefanini   |
|    | Italia (bandiera) | C     | Orlando Strinati    |
|    | Italia (bandiera) | P     | Luigi Ukmar         |
|    | Italia (bandiera) | P     | E. Vedova           |
|    | Italia (bandiera) | P     | L. Zattoni          |